# La Papesse Jeanne (film, 2009)
Pour les articles homonymes, voir La Papesse Jeanne.
Pour plus de détails, voir Fiche technique et Distribution.
La Papesse Jeanne (Die Päpstin) est un film allemand réalisé par Sönke Wortmann, sorti en 2009 dans le monde germanophone. Il est sorti en France en 2010 directement en DVD sous le titre La Papesse Jeanne.

## Synopsis
Le film retrace la vie légendaire de Johanna von Ingelheim. En 814, peu après la mort de Charlemagne, une enfant nommée Jeanne nait à Ingelheim sur le Rhin. Elle est la fille du prêtre de ce village, qu’avoir une fille ne réjouit pas. Le père dirige d'une main dure sa femme, fidèle en secret à Wotan, ainsi que leurs enfants. Dès son enfance Jeanne se révèle très curieuse et très éloquente. Elle convainc Matthias son frère aîné de lui apprendre à lire et à écrire, en se servant comme modèle de la Bible et de ses textes en latin. Après la mort subite de Matthias, son père veut envoyer Jean son deuxième fils à Dorstadt à l'école de la cathédrale, mais, lorsqu’ils rendent visite au professeur Esculape à Ingelheim, Jeanne se montre beaucoup douée que son frère pour expliquer les Saintes Écritures : elle est non seulement capable de comprendre le texte latin, mais en donne également une interprétation impeccable. Contre la volonté de son père, Esculape donne des cours à la jeune fille et lui montre des œuvres littéraires comme l'Odyssée. 
Lorsqu'arrive un envoyé de l'évêque pour amener Jeanne à l'école de la cathédrale, son père prétend qu'il y a eu une erreur et y fait aller Jean à sa place. Pendant la nuit Jeanne s’enfuit de la maison de ses parents et rejoint son frère, dont entretemps le compagnon a été assassiné. Tous les deux arrivent à Dorstadt, où Jeanne impressionne l'évêque par l’étendue de ses connaissances. Le prélat fait en sorte que le frère et la sœur soient acceptés dans sa classe par le moine Odon, bien que ce dernier soit très hostile envers la fille. Celle-ci reçoit le soutien du comte Gerold, qui l'emmène chez lui et tombe amoureux d’elle. Quelque temps plus tard, le comte doit partir en guerre aux côtés de l'empereur Lothaire Ier ; son épouse Richilde en profite et essaie de se débarrasser de sa rivale en la mariant. Au cours de la cérémonie, cependant, les Normands envahissent la ville et font un carnage au cours duquel sont tués Jean et aussi la femme de Gerold et leurs enfants. Johanna ne survit que parce qu'on l'a tellement frappée qu’elle est restée inconsciente et qu’on l’a crue morte.
Quand elle reprend ses esprits, elle se dit que sa survie était la volonté de Dieu et elle décide d'assumer l'identité de son frère assassiné. Dans ce qu’il possédait, elle prend un document ordonnant à l'évêque d'envoyer Jean à l'école du monastère de Fulda en cas d'échec. Elle coupe ses cheveux, se comprime la poitrine et entre au monastère bénédictin en tant que « Frère Johannes Anglicus ». Elle impressionne les autres moines par ses connaissances médicales et sauve une femme âgée et ses enfants d'une dangereuse maladie infectieuse. Elle reconnait le talent d’Arn, le fils ainé de cette dernière, et lui permet de fréquenter l'école du monastère. Un jour, elle reçoit la visite de son père devenu vieux, qui tombe raide quand il se rend compte que ce n’est pas son fils Jean qu’il a en face de lui. Peu de temps après, la fièvre se répand dans le monastère et Jeanne tombe malade. Elle refuse qu’on l’examine et Benoît, son frère mentor, l'aide à s'échapper, afin que personne ne reconnaisse son vrai sexe. 
Jeanne commence par se réfugier chez Arn et donne des cours à sa fille Arnalde, mais au bout de quelque temps elle décide de s’habiller de nouveau en homme et part à Rome en pèlerinage. Ses connaissances médicales lui valent bientôt une grande réputation, réputation qu’elle accroit encore en réussissant à guérir de la goutte le Pape Serge II grâce à des remèdes à base de plantes. Le Saint-Père fait d’elle son médecin personnel et plus tard son maitre de cérémonie, sans se douter qu’elle est une femme. Mais voilà que l’empereur Lothaire Ier menace le pape qui n’a pas confirmé son élection, et il part pour Rome avec son armée pour le soumettre. Gerold est lui aussi venu à Rome à sa suite. Grâce à un dispositif hydraulique, que Jeanne et Gerold avaient autrefois construit à petite échelle selon une ancienne tradition grecque, voilà que la grande porte du palais des papes se referme maintenant d’elle-même devant les soldats de Lothar, ce qu’ils interprètent comme un signe divin. Lothaire doit s’incliner devant le Pape. Gerold reconnaît Jeanne et lui avoue qu’il l’aime toujours, mais elle se sent déchirée entre ses identités féminine et masculine.
Pendant ce temps, l’antipape Anastase, allié de Lothaire, mène une intrigue à la fin de laquelle le pape Serge doit mourir. Elle réussit et le peuple se rassemble pour élire un successeur par acclamation. Comme Jeanne et Gerold supposent que c’est Anastase qui sera élu, ils se préparent à quitter Rome. Et c’est alors qu’ils apprennent que c'est Jeanne qui a été nommée représentant du Christ. Sur le trône pontifical, elle agit comme un pape charitable, aidant les pauvres et les femmes. Elle place également Gerold à la tête de l’armée papale. Dans ses prières, elle se demande pourquoi il n’est pas possible de vivre une vie de servante de Dieu et de jouir en même temps de son bonheur privé, et secrètement elle rencontre Gerold. Mais ces rencontres intimes ne restent pas sans conséquences, et soudain voilà qu’une grossesse la met en danger. Gerold tente de la convaincre qu’elle doit fuir immédiatement, mais elle veut absolument rester jusqu’à Pâques. Pendant la procession pascale, les conspirateurs menés par Anastase attirent Gerold dans un piège mortel, et presque au même moment, Jeanne fait une fausse couche dans la rue et meurt.
Anastase se proclame son successeur, mais il est bientôt déposé par le peuple romain et relégué dans un monastère. C’est là qu’il écrit le Liber Pontificalis, une liste de tous les papes où il s’abstient de nommer Jeanne. Bien des années plus tard, Mgr Arnaud, qui à la fin du film s’avère être Arnalda, la fille d’Arn, cherche l’histoire de la papesse Jeanne afin que la postérité ait au moins un Liber Pontificalis complet avec son histoire. Ce sont les recherches de Mgr Arnaud qui forment la trame du film.

## Fiche technique
- Titre original : Die Päpstin
- Titre français : La Papesse Jeanne
- Réalisation : Sönke Wortmann
- Scénario : Heinrich Hadding, Jodi Ann Johnson et Sönke Wortmann, d'après le roman Pope Joan de Donna Woolfolk Cross.
- Photographie : Tom Fährmann
- Montage : Hans Funck
- Musique : Marcel Barsotti
- Décors : Bernd Lepel
- Costumes : Esther Walz
- Production : Oliver Berben et Martin Moszkowicz
- Société de production : Constantin Film
- Budget : 22 000 000 $ (estimation)
- Pays d'origine :  Allemagne
- Langue originale : anglais, latin
- Format : Couleurs - Dolby Digital
- Genre : Drame et biopic
- Durée : 149 minutes
- Dates de sortie :
  -  Allemagne,  Suisse : 22 octobre 2009
  -  France : 2 novembre 2010 (direct-to-video)

## Distribution
- Johanna Wokalek : Johanna / la papesse Jeanne
- David Wenham : le comte Gerold
- John Goodman (VF : Patrick Descamps) : le pape Serge II
- Iain Glen : le père de Johanna
- Edward Petherbridge : Esculape
- Anatole Taubman : Anastasius
- Jördis Triebel : la mère de Johanna
- Oliver Nägele : l'évêque Fulgentius
- Oliver Cotton (en) : Arsenius
- Nicholas Woodeson : Arighis
- Alexander Held : Lothaire Ier
- Lotte Flack : Johanna entre 10 et 14 ans

## Accueil
Le film a rapporté plus de 28 590 000 $ au box-office mondial. Il a réalisé notamment 2 515 777 entrées en Allemagne.
Il a été nommé au prix du film allemand dans les catégories de la meilleure actrice dans un second rôle (pour Jördis Triebel), des meilleurs décors, des meilleurs costumes et du meilleur son.